# 柏树乡 (蔚县)
柏树乡，是中华人民共和国河北省张家口蔚县下辖的一个乡镇级行政单位。

## 行政区划
柏树乡下辖以下地区：
柏树村、西高庄村、王家庄村、庄窠村、永宁寨村、李家堡村、松枝口村、山门庄村、卧羊台村、东黎元庄村、西黎元庄村、南康庄村、张家窑村、德纳寺村、辉川村、郑家庄子村、岭南村、榆皮村、松树岭村和茨莉沟村。
类似乡级单位：小五台山林场（小五台山国家级自然保护区金河口管理区）